# 20.ª Divisão (Japão)
A 20 Divisão foi uma divisão de infantaria do Império do Japão que serviu durante a Segunda Guerra Mundial. A divisão foi formada 24 de dezembro de 1915 em Tatsuyama, sendo desmobilizada no mês dia 30 de setembro de 1945 com o fim da guerra.

## Comandantes
| Comandante                      | Data                                          |
| ------------------------------- | --------------------------------------------- |
| Lt. General Goro Johoji         | 1 de abril de 1919 - 8 de fevereiro de 1922   |
| General Shoichi Sugaya          | 8 de fevereiro de 1922 - 20 de agosto de 1924 |
| Lt. General Inuisaku Hikita     | 20 de agosto de 1924 - 26 de julho de 1927    |
| Lt. General Heitaro Uehara      | 26 de julho de 1927 - 1 de agosto de 1930     |
| Lt. General Kenji Shitsu        | 1 de agosto de 1930 - 8 de agosto de 1932     |
| Lt. General Nobutaro Umezaki    | 8 de agosto de 1932 - 15 de março de 1935     |
| Lt. General Koji Miyake         | 15 de março de 1935 - 1 de dezembro de 1936   |
| Lt. General Bunzaburo Kawagishi | 1 de dezembro de 1936 - 23 de junho de 1938   |
| Lt. General Jitsujo Ushijima    | 23 de junho de 1938 - 7 de setembro de 1939   |
| Lt. General Ichiro Shichida     | 7 de setembro de 1939 - 10 de abril de 1941   |
| Lt. General Hisashige Nagatsu   | 10 de abril de 1941 - 17 de agosto de 1942    |
| Lt. General Jusei Aoki          | 17 de agosto de 1942 - 2 de julho de 1943     |
| Lt. General Shigeru Katagiri    | 2 de julho de 1943 - 10 de maio de 1944       |
| Lt. General Masutaro Nakai      | 10 de maio de 1944 - 30 de setembro de 1945   |

## Subordinação
- Exército Chisen - abril de 1919
- Guarnição de Exército China - 11 de julho de 1937
- 1º Exército - 31 de agosto de 1937
- Exército Chosen - 11 de julho de 1938
- 17º Exército - dezembro de 1942
- 18º Exército - março de 1944

## Ordem da Batalha
julho de 1941
- 20. Grupo de Infantaria: desmobilizada 1944
- 78. Regimento de Infantaria
- 79. Regimento de Infantaria
- 80. Regimento de Infantaria
- 20. Regimento de Reconhecimento
- 26. Regimento de Artilharia de Campo
- 20. Regimento de Engenharia
- 20. Regimento de Transporte
- Unidade de comunicação